# سیارک ۱۱۴۸۴
سیارک ۱۱۴۸۴ (به انگلیسی: 11484 Daudet، نامگذاری:1988DF2) یازده هزار و چهارصد و هشتاد و چهارمین سیارک کشف شده‌است که در ۱۷ فوریه ۱۹۸۸ کشف شد.
قدر مطلق سیارک برابر ۱۳٫۷۰ است.